# 野田市郷土博物館
野田市郷土博物館（のだしきょうどはくぶつかん）は、千葉県野田市にある郷土博物館。野田市の歴史が主であり、キッコーマンなどの昔の醤油の歴史に関する展示が充実している。建物の設計は日本武道館や京都タワーを手がけた建築家山田守。

## 沿革
- 1959年4月（昭和34年）:開館
- 1959年6月（昭和34年）:博物館法による登録博物館として千葉県で最初に登録を受ける
- 1971年（昭和46年）:旧花野井家住宅（重要文化財）が移築される
- 1976年（昭和51年）:山崎貝塚が国の史跡に指定される
- 1987年（昭和62年）:埋蔵文化財行政の担当から分離
- 2008年（平成20年）:休館日を毎週月曜日から火曜日へ変更

## 展示内容
- 1階:野田の歴史と民俗
  - 野田貝塚、山崎貝塚、三ツ堀遺跡の土器や東深井古墳群の埴輪等の野田市を中心とした東葛飾地方から出土した考古遺物
  - 昭和初期の童謡作曲家である山中直治や野田人車鉄道に関する資料、樽職人の道具
  - 企画展
- 2階:野田と醤油づくり
  - 醤油醸造絵馬（市指定文化財）
  - 押絵扁額「野田醤油醸造之図」
  - 醸造作業風景を描いた絵画
  - 醸造に使用された道具
  - 商標や広告に関する資料
  - 輸送に関する資料
  - 樽など容器に関する資料
- 館外施設
  - 重要文化財旧花野井家住宅
  - 史跡・山崎貝塚
  - 中根八幡前遺跡（市指定文化財）

## 利用情報
- 開館時間:9:00 - 17:00
- 休館日:火曜日（祝日の場合は開館）、年末年始（12月29日 - 1月3日）、展示替え等による館内整理期間
- 入館料:無料

## アクセス
- 電車
  - 東武野田線野田市駅から徒歩7分
  - 東武野田線愛宕駅から徒歩7分
- 車
  - 常磐自動車道柏ICから20分